# Železniční doprava v Abcházii
Železniční doprava v Abcházii je spravována abchazskou státní společností Abchazské dráhy (abchazsky Аԥсны Аиҳаамҩа (Apsny Ajhaamvja); rusky Абхазская Железная Дорога (Abchazskaja Železnaja Doroga)). Abcházií vede jediná trať o rozchodu 1520 mm s jednou odbočkou do Tkvarčeli, jež byla postavená v letech 1940–1942 jako součást někdejších Zakavkazských drah, jež napojila vnitrozemí Gruzie na dráhy Ruské SFSR v Soči. Do správy republiky Abcházie přešla tato trať v roce 1992.
K roku 2014 je tato trať částečně zrekonstruovaná a jezdí po ní osobní vlaky spojující Adlerský rajón na ruské straně se Suchumi. Příležitostně je dráha využívána též k nákladní dopravě.

## Popis

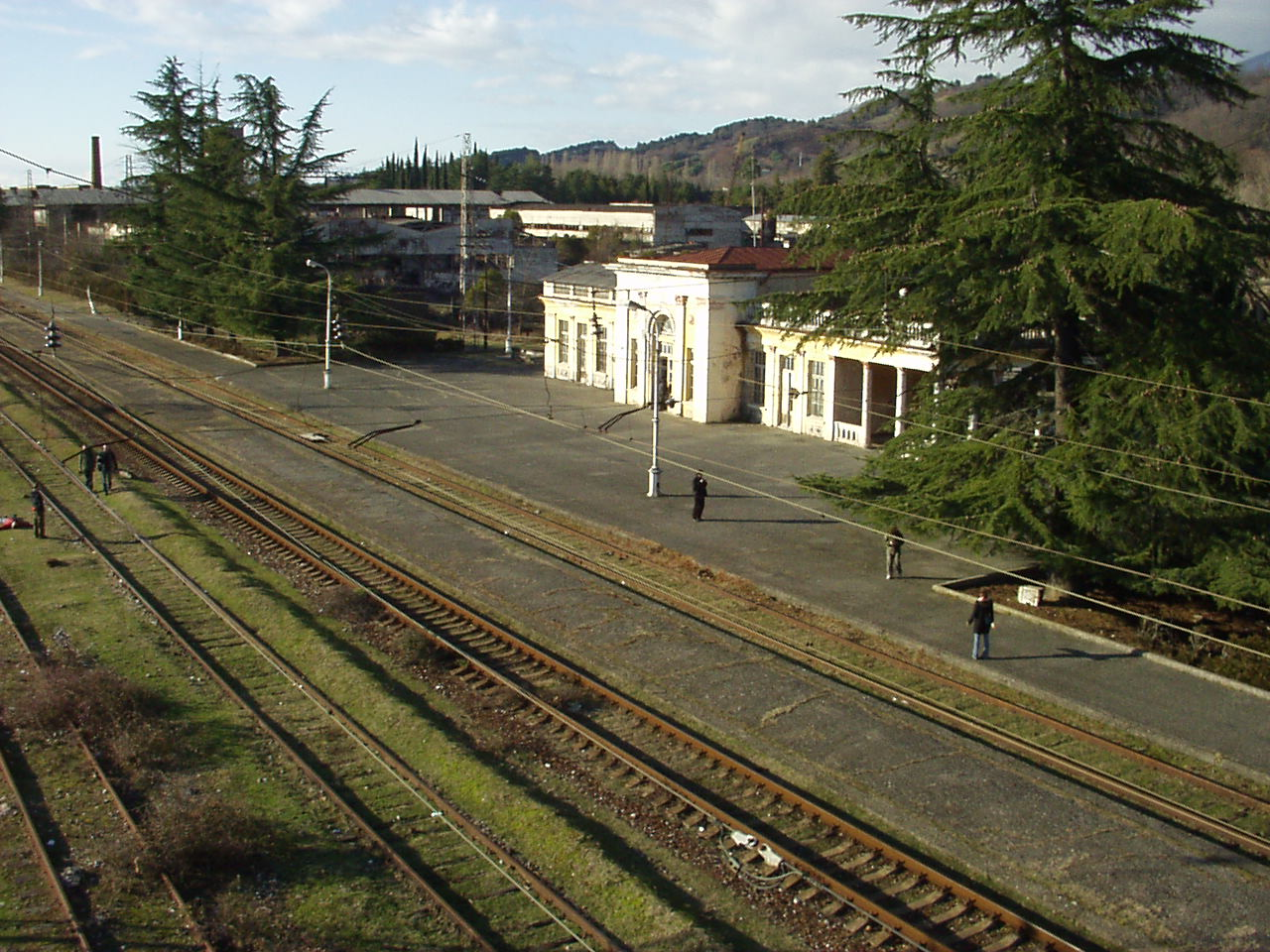
Železniční stanice Bzypta

Abcházií vede jediná železniční trasa, jež lemuje pobřeží Černého moře. Brzy po otevření úseku mezi Adlerem a Suchumi v roce 1942 začala být v celé délce elektrifikována, přičemž veškeré práce byly dokončeny v 50. letech. Na území Abcházie má celkovou délku 185 km, přičemž i s odbočkou do Tkvarčeli má abchazská železnice dohromady zhruba 221 km. Trať přemosťuje velké množství řek a potoků a je na ní i mnoho tunelů, z nichž dva jsou dlouhé přes jeden kilometr. Železnice je v celé délce pouze jednokolejná. Na trati je vlakové depo v Suchumi.
Doprava funguje pouze na úseku od řeky Psou směrem od Ruské federace (z Adleru) jen do Ačgvary. Dále v okrese Gali byla trať zcela zničená, koleje vytrhány a prodány do šrotu. Železniční most přes řeku Inguri byl dokonce vyhozen do vzduchu. Osobní doprava však končí již v Očamčyře nebo v Suchumi

## Historie

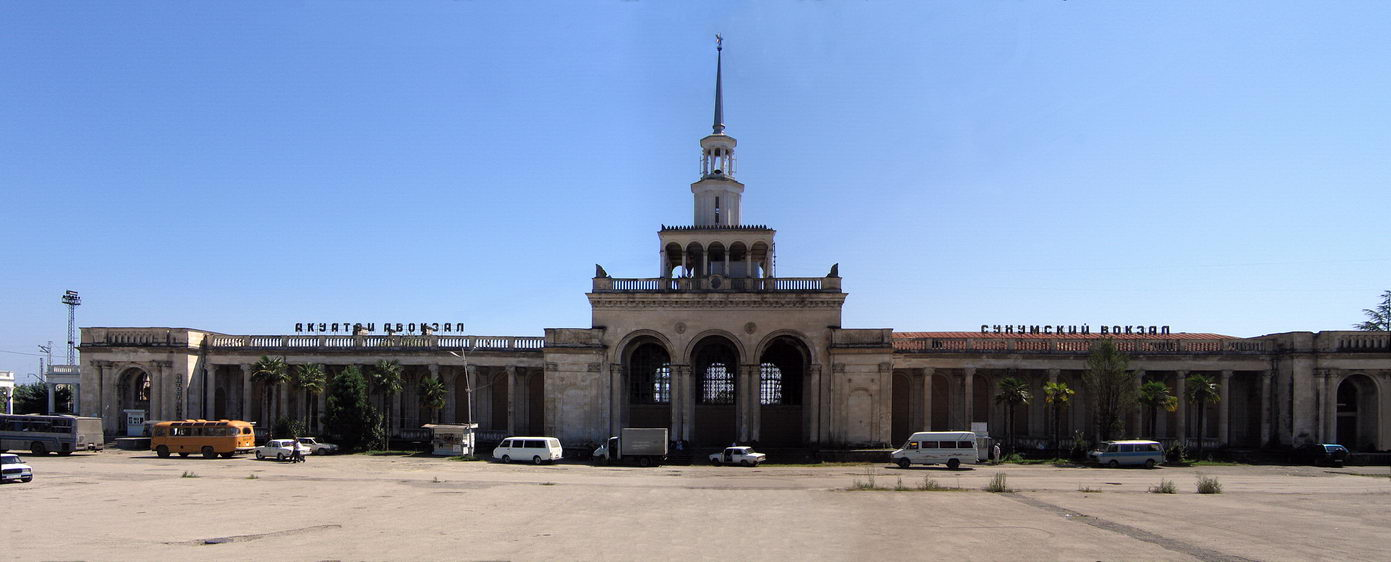
Hlavní nádraží v Suchumi

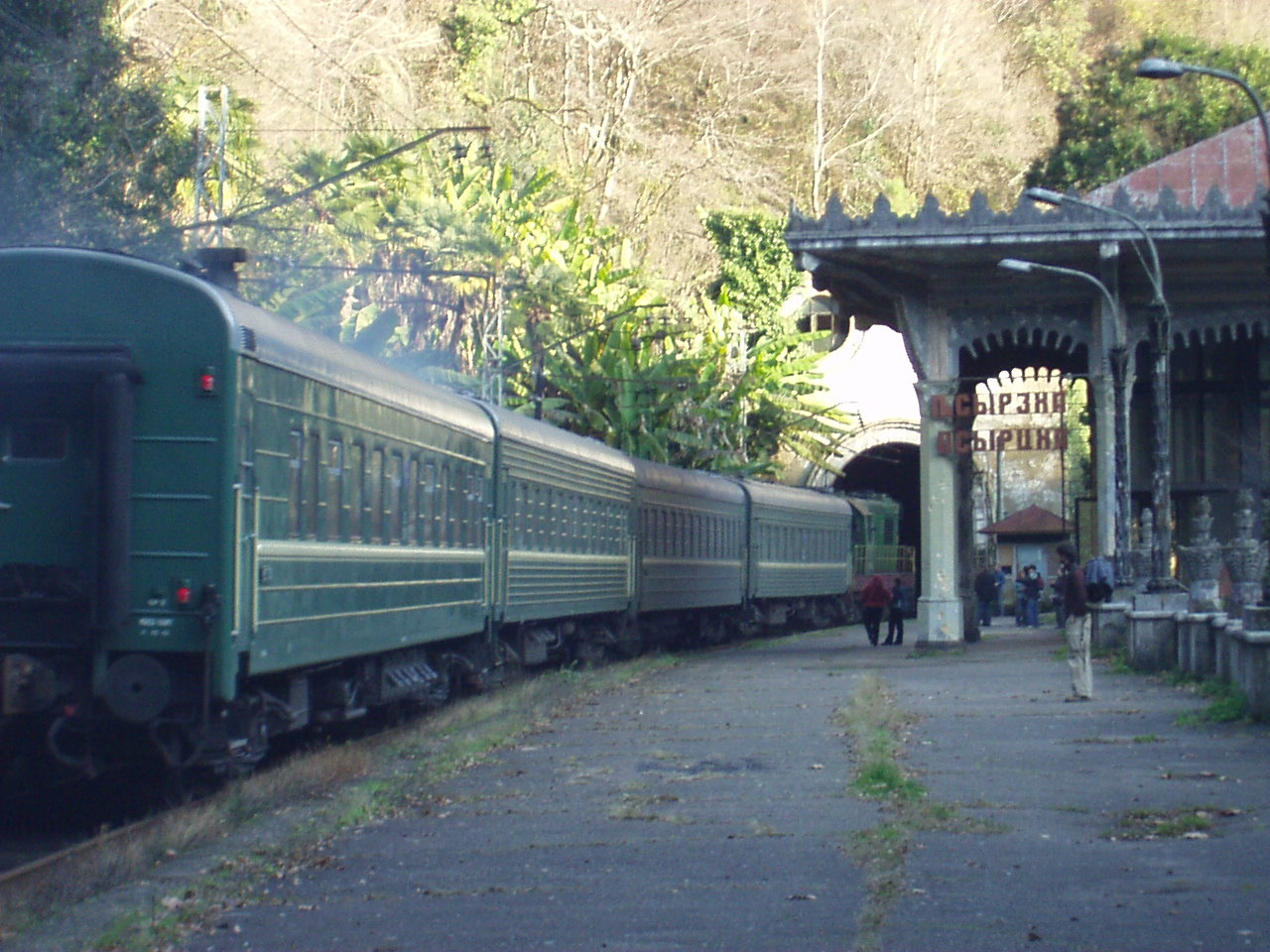
Osobní vlak zastavil na nádraží v Psyrcše

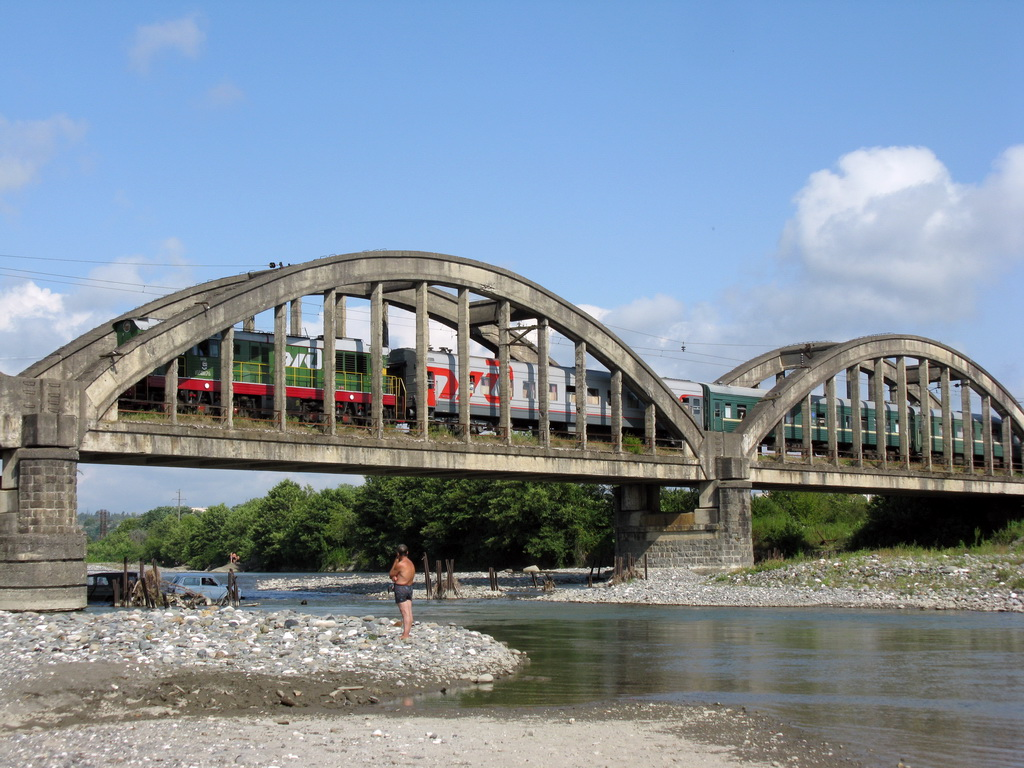
Most přes řeku Gumistu

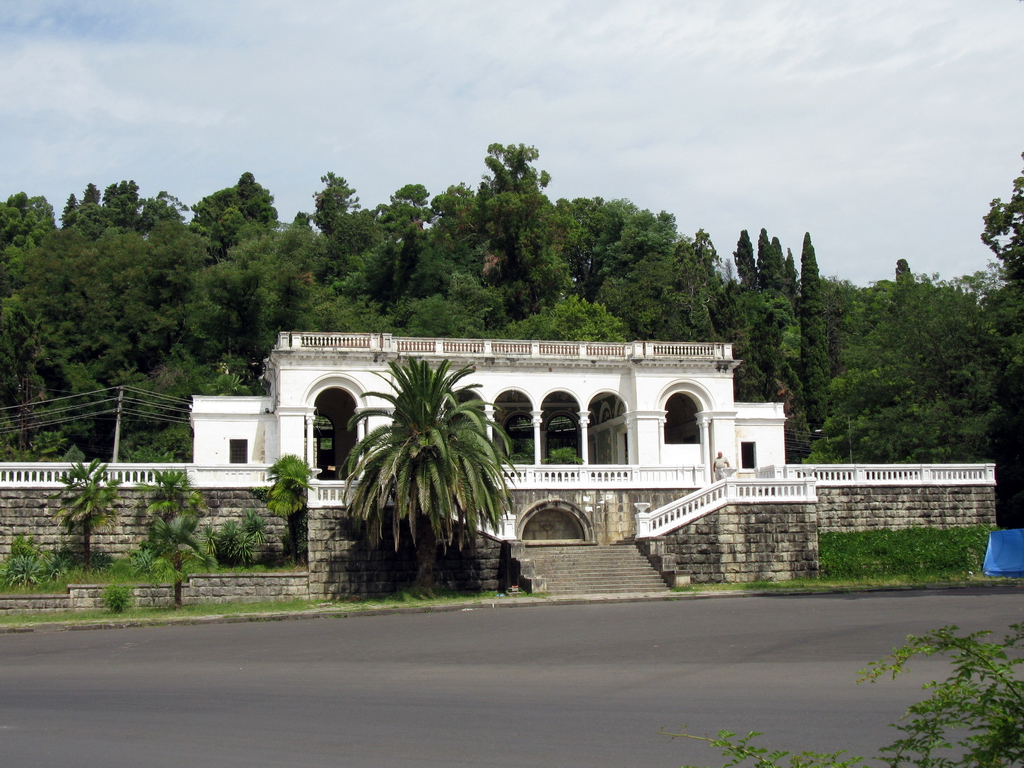
Suchumské příměstské nádraží Guma

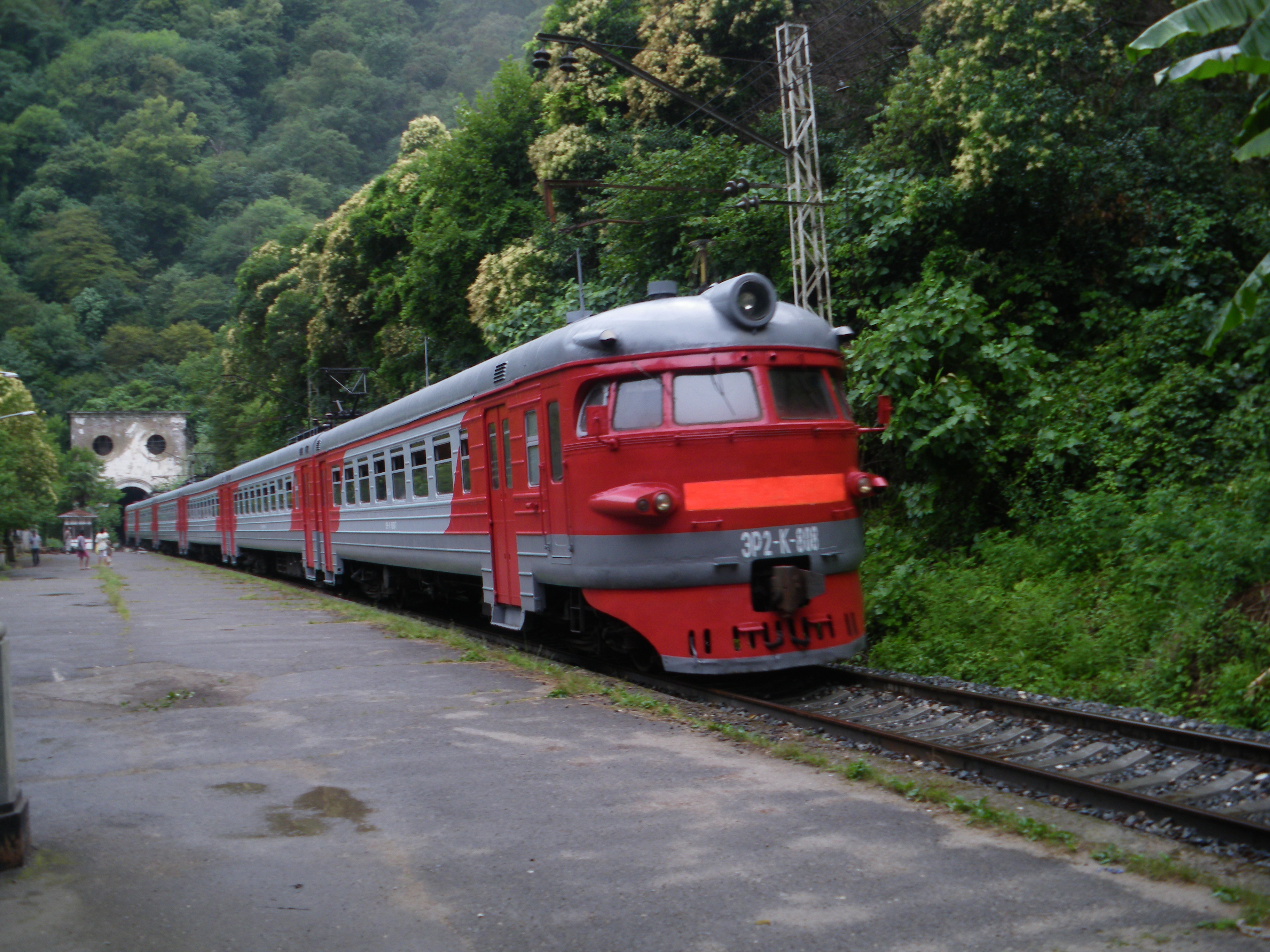
Motorový vůz ER2 na nástupišti v Psyrcše

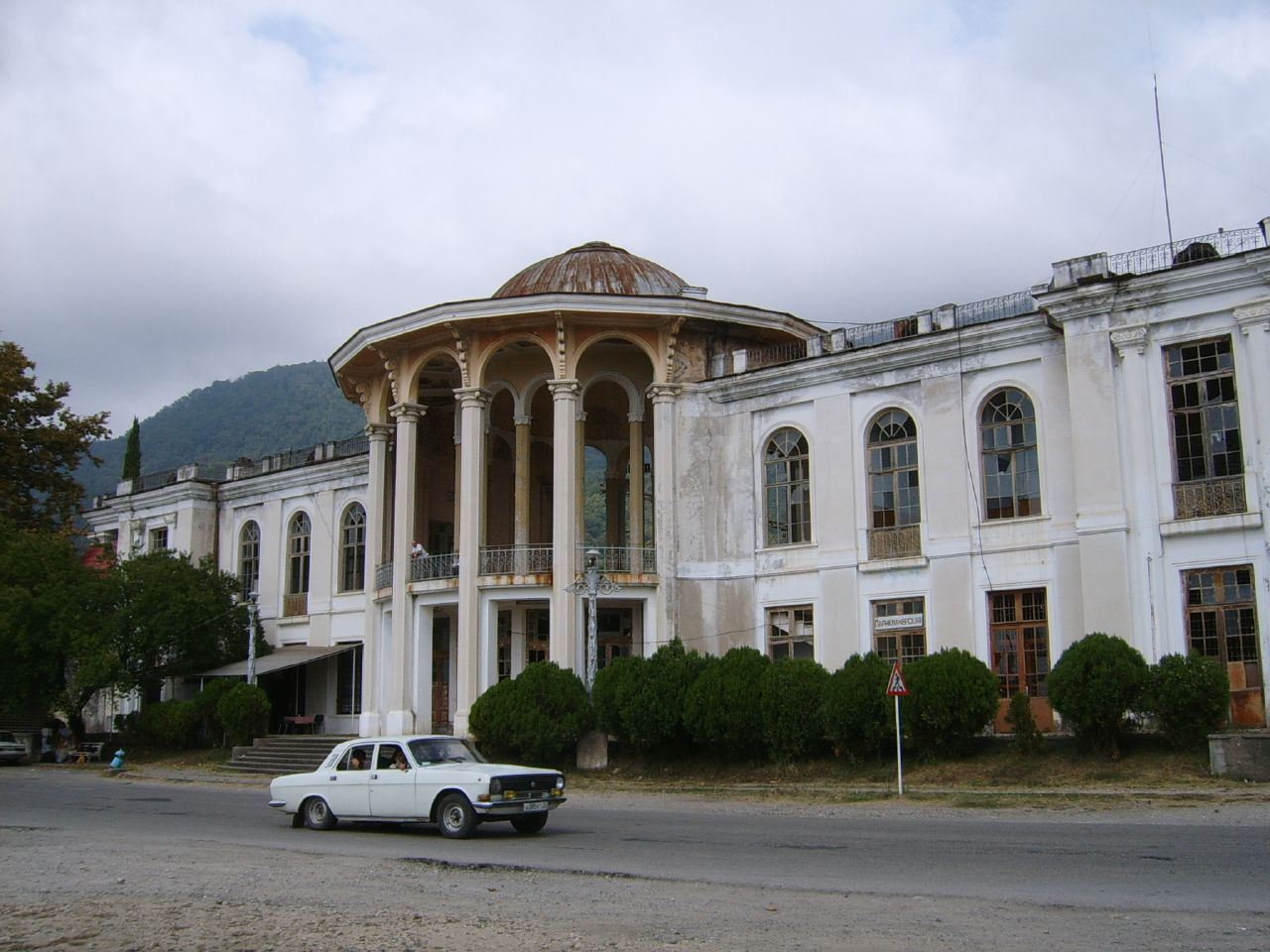
Nádraží v Novém Athosu

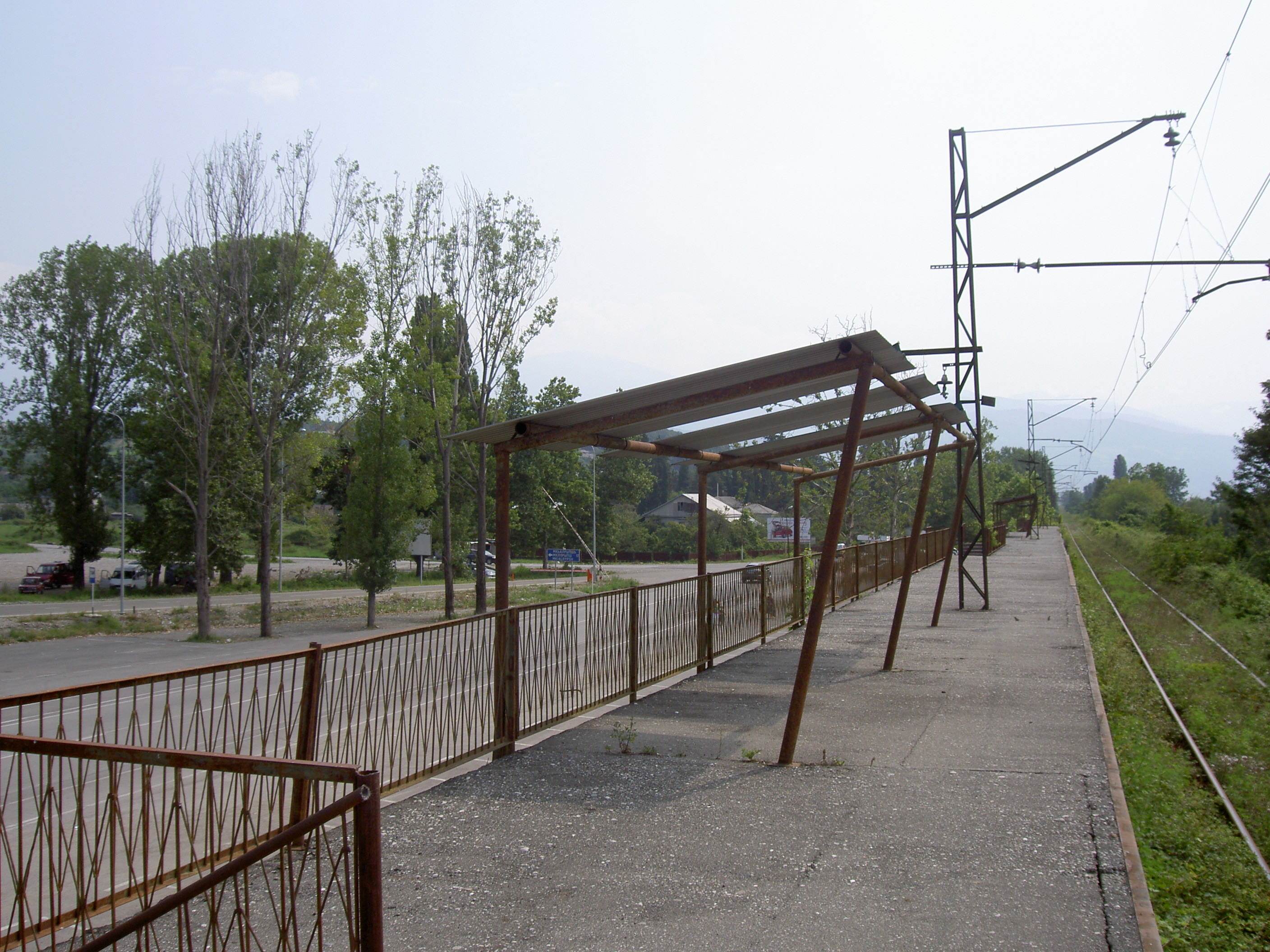
Nástupiště ve stanici Psou

Trať byla postavena a fungovala v dobách SSSR jako samtrédská větev Zakavkazských drah a byla důležitou dopravní tepnou Zakavkazska. Po vypuknutí války v Abcházii v letech 1992 až 1993 celou trať obsadili abchazští separatisté, požadující nezávislost na Gruzii. Ti dne 14. srpna 1992 vyhodili do povětří železniční most přes Inguri, aby zabránili Gruzíncům a hlavně GND snadno překročit řeku (a chránit dopravní infrastrukturu), čímž ukončili provoz na této železnici. Most byl krátce na to znovu postaven, ale Abchazové ho o rok později znovu vyhodili do povětří.
Trať byla od abchazsko-gruzínské hranice až po vesnici Ačgvara nakonec úplně zrušena, koleje vytrhány a prodány do starého železa. Zbytek dráhy také utrpěl značné škody kvůli válečným událostem (např. most přes Aaldzgu u Tkvarčeli), avšak po skončení bojů byl na nezničených úsecích (od Psou do Suchumi a od Očamčyry do Tkvarčeli) provoz obnoven, tentokrát byla většina stanic přejmenována v rámci degruzifikace podle abcházštiny (např. Tchemi na Čygrypš, Šavcchela na Mčišta, Sanapiro na Ckvara). Ale nově vytvořená společnost Abchazských drah zůstala po celá 90. léta izolována od zbytku světa kvůli blokádě Ruska i Gruzie a vlaková doprava sloužila převážně ruským mírovým jednotkám.
Železnice byla díky tomu nadále ve špatném stavu a v prosinci roku 2002 se kvůli tomu stala nedaleko nádraží v Blabyrchvě vážná železniční nehoda, kdy vykolejil vlak s transportem ruských mírových sborů. Nedlouho poté byla dráha 25. prosince 2002 poprvé od války s Gruzií propojena s dráhami Ruské federace, čímž byla ukončena mezinárodní izolace, ale gruzínská strana proti tomu dost protestovala. Byla tehdy obnovena linka mezi Soči a Suchumi (tzv. električka). Avšak už 28. února 2003 se stala další vážná nehoda, když kvůli prohnilým pražcům vykolejil poblíž Mysry ruský nákladní vlak s potravinovou humanitární pomocí, což vedlo k uzavření trati na nějakou dobu.
Generální oprava byla nevyhnutelná a díky ruským subvencím a hlavně díky potřebě zlepšit dopravní obslužnost ruským turistům, kteří začali Abcházii houfně navštěvovat, se v roce 2004 povedlo znovuotevřít trať od Psou do Suchumi a 10. září téhož roku byl poprvé vypraven dálkový rychlík z Moskvy až do Suchumi. Avšak na trati ze Suchumi do Očamčyry a z Očamčyry do Tkvarčeli byl postupně omezován a rušen provoz kvůli nulové údržbě trati a závažným technickým problémům. Ty se nevyhnuly ani trati ze Soči, když postupně začalo vypovídat službu elektrické vedení, zejména po nehodě v trakční měnírně v Candrypši. Kvůli tomu vlaky ze Soči přestaly jezdit a poslední funkční úsek trati mezi Gudautou a Suchumi byl uzavřen v roce 2007. Od té doby začaly abchazskou trať obsluhovat už jen motorové vozy.
V červnu a červenci 2008 ale byla na východě země dokončena za pomoci ruských drážních inženýrů rekonstrukce kolejí na trati Suchumi - Očamčyra, kde byl následně obnoven provoz, avšak nějakou dobu to byl jediný provozuschopný úsek. Až teprve v roce 2010 byl obnoven zásluhou lokální železniční společnosti Don-Prigorod provoz mezi Suchumi a Ruskem, neboť její linka končila v Adleru.
Dne 15. května 2009 oznámil prezident Abcházie Sergej Bagapš, že bude železniční i letecká doprava svěřena do rukou ruského managementu po dobu následujících deseti let. To však podle opozice jen podnítilo u obyvatel určité obavy z přílišného ruského vlivu na dění v zemi. Bagapš svůj krok hájil tak, že Abchazské dráhy potřebují investici 2 miliard rublů ve formě úvěru, který bude splacen tím, že budou dráhu provozovat po tu dobu Rusové a ponechají si výnosy, navíc je podle něj ruská správa též nutná pro vývoz abchazského zboží, neboť vývozci potřebují mezinárodní kódy, které Abcházie nemůže mít, neboť její nezávislost není uznaná mezinárodním společenstvím.
V únoru 2011 dochází k podpisu další smlouvy mezi Ruskou federací a Abcházií ohledně Abchazských drah. Jednalo se o dohodu o provedení další fáze rekonstrukce trati Suchumi-Vesjoloje, při níž se měly vyměnit koleje a troleje na 130 kilometrech trati a vyměnit 166 výhybek. Do Abcházie též z Ruska dorazilo na 600 kolejových vozů a s nimi i 500 zaměstnanců drah. Díky uskutečnění tohoto projektu bylo po letech obnoveno vlakové spojení pomocí elektrických jednotek až do Soči. O rok později se do Abcházie vrátila i přímá linka z Moskvy. V červenci 2014 přibyly i přímé letní linky Petrohrad - Suchumi a Voroněž - Suchumi.
Koncem roku 2012 a začátkem roku 2013 nabízela nová gruzínská vláda premiéra Ivanišviliho opakovaně investici do Abchazských drah a jejich opětovné napojení na gruzínskou železniční síť, patrně s cílem dostat je pod vliv Gruzínských drah, ale také hlavně s cílem lepší hospodářské spolupráce s Arménií a obnovit postupně dopravní tepnu do Ruska přes Abcházii. Tento krok gruzínské vlády podnítil diskuze hlavně na poli arménské a ázerbájdžánské politiky, protože realizace Ivanišviliho plánu by byla výhodná pro arménskou ekonomiku, nevýhodná pro Ázerbájdžán z důvodu hrozících možností lépe zásobovat ruskou základnu v Gjumri, a diskuzi to rozvířilo i v Rusku, neboť Arménské jihokavkazské dráhy byly v rukou ruského kapitálu. Abchazská vláda na tuto nabídku reagovala zprvu odmítavě, ale později o ní začala vážně uvažovat, i kvůli ekonomickému prospěchu, jaký by z toho mohl pro Abcházii vzejít díky tranzitním poplatkům. Ázerbájdžán však pohrozil, že taková dohoda bude mít vážné následky pro fungování právě dokončované železniční trati Kars–Tbilisi–Baku, a zvýšil Gruzii dovozní cenu plynu. Navíc se proti tomuto návrhu stavěla v Gruzii opozice. Vyjednávání tak skončilo na mrtvém bodě.
V letech 2022 až 2023 probíhala rekonstrukce drážních budov a na začátku října 2023 byla hotova obnova nádraží v Suchumi a Gudautě. Práce pokračují i na dalších stanicích.

## Vozidla
Hnacími vozidly jsou elektrické i motorové lokomotivy. Provozuschopných je v současné době (k roku 2021) pouze sedm kusů.
- Elektrické lokomotivy: po celou dobu dosavadní existence těchto drah převažovaly sovětské lokomotivy typu VL8, avšak provozuschopné jsou v současnosti (k roku 2021) pouze dvě. Zbytek byl již dávno vyřazen, byl zničen během války v letech 1992 až 1993, nebo posloužil na náhradní díly pro zbylé provozní kusy. Ostatní typy, jež v Abcházii jezdily, jsou dávno vyřazené nebo zničené.
- Motorové lokomotivy: Čtyři provozuschopné lokomotivy ČME3, jedna z nich je modernizovaný typ T. Jeden další je odstaven a neprovozní a další čtyři kusy byly již odepsány.
- 1 motorový vůz typu AGV přestavěný na údržbu trolejového vedení.